# Tochukwu Nnadi
Tochukwu Nnadi, né le 30 juin 2003 au Nigeria, est un footballeur nigérian qui évolue au poste de milieu central au SV Zulte Waregem.

## Biographie

### En club
Né au Nigeria, Tochukwu Nnadi commence sa carrière professionnelle en Bulgarie avec le club du Botev Plovdiv, qu'il rejoint en août 2021 en provenance de l'académie Madenat Al Amal, club émirati situé à Dubaï. Le joueur signe un contrat de trois ans avec le Botev Plovdiv après un essai de quelques jours. 
Il joue son premier match en professionnel avec le Botev Plovdiv le 3 avril 2022 lors d'une rencontre de championnat face au PFK Ludogorets Razgrad. Il entre en jeu et son équipe s'incline par un but à zéro,.
Le 19 janvier 2024, lors du mercato hivernal, Tochukwu Nnadi prend la direction de la Belgique afin de s'engager en faveur du SV Zulte Waregem. Il signe un contrat de quatre ans et demi, soit jusqu'en juin 2028.

### En sélection
En mai 2023, Tochukwu Nnadi est appelé avec l'équipe du Nigeria des moins de 20 ans pour participer à la coupe du monde des moins de 20 ans en 2023. Durant ce tournoi organisé en Argentine il joue cinq matchs dont trois comme titulaire et son équipe est battue en quarts de finale par la Corée du Sud (1-0 après prolongations).